# Find Me Falling
Find Me Falling är en amerikansk musik- och komedifilm från 2024. Filmen är regisserad av Stelana Kliris som även skrivit filmens manus. Filmen hade premiär på Netflix den 19 juli 2024.

## Handling
Filmen kretsar kring en rockstjärna som efter att hans comebackalbum floppar drar sig tillbaka till sitt strandhus på Cypern. När en gammal flammar dyker upp kompliceras livet.

## Rollista (i urval)
- Harry Connick Jr.
- Agni Scott
- Ali Fumiko Whitney
- Tony Demetriou
- Lea Maleni
- Angeliki Philippidou